# Конвой № 3014
Конвой № 3014 — японський конвой часів Другої світової війни, проведення якого відбувалось у жовтні 1943-го.
Пунктом призначення конвою був атол Трук у центральній частині Каролінських островів, де ще до війни створили потужну базу японського ВМФ, з якої до лютого 1944-го провадились операції в низці архіпелагів. Вихідним пунктом став розташований у Токійській затоці порт Йокосука (саме звідси традиційно вирушала більшість конвоїв на Трук).
До складу конвою увійшли два транспорти, одним з яких був «Хоко-Мару», та допоміжний мисливець за підводними човнами CHa-40.
Загін вийшов із порту 14 серпня 1943-го, 17—19 серпня побував на Тітідзімі (острови Огасавара) та 23 серпня досягнув Сайпану (головна японська база в Маріанському архіпелазі). 25 серпня загін рушив далі, при цьому в районі Сайпану додаткову охорону забезпечували переобладнаний мінний загороджувач «Секі-Мару № 3». Також для останнього переходу між Сайпаном та Труком конвой № 3014 об'єднався із загоном «С» конвою № 3009.
Хоча маршрут конвою № 3014 пролягав через кілька традиційних районів патрулювання американських підводних човнів, його проходження відбулось успішно і 30 серпня він без втрат досягнув Труку.